# Symbrenthia clausus
Symbrenthia clausus är en fjärilsart som beskrevs av Hans Fruhstorfer 1904. Symbrenthia clausus ingår i släktet Symbrenthia och familjen praktfjärilar. Inga underarter finns listade i Catalogue of Life.